# Helmholtz Zentrum München
Pour les articles homonymes, voir GSF.
Le Helmholtz Zentrum München – Deutsches Forschungszentrum für Gesundheit und Umwelt (HMGU ou HZM) est un centre de recherche allemand situé dans la banlieue de Munich et membre de la Helmholtz-Gemeinschaft.
Fondé en 1964, il a porté jusqu'à fin 2007 le nom de GSF (Gesellschaft für Strahlenforschung) – Forschungszentrum für Umwelt und Gesundheit (centre de recherche pour l'environnement et la santé).
On y effectue des recherches sur la médecine ainsi que sur l'écosystème et la santé. 

## Composantes
- La Helmholtz Graduate School Environmental Health (HELENA) est ouverte depuis le 1er novembre 2010. Il s'agit d'une  initiative conjointe pour la promotion des doctorants du Helmholtz Zentrum München - German Research Center for Environmental Health, l'Université Louis-et-Maximilien de Munich et l'université technique de Munich. Avec ses recherches en Santé Environnementale, les activités de recherche interdisciplinaire se concentrent sur les  interactions entre prédisposition génétique individuelle , facteurs environnementaux et habitudes de vie individuelles habits, éclairant ce faisant la pathogénèse de maladies répandues et complexes telles que le diabète sucré et les maladies pulmonaires chroniques.

- L'Institut de biomathématiques et de biométrie. Son département « Systèmes dynamiques » est dirigé par Messoud Efendiev.

- Le Comprehensive Pneumology Center[1] (CPC) est une institution alliant trois partenaires : le Helmholtz Zentrum München est responsable de la recherche fondamentale et appliquée ; l'université Louis-et-Maximilien de Munich avec son hôpital universitaire qui fournit des résultats dans le domaine du traitement médical et de la recherche pulmonaire ; et le Asklepios Fachkliniken München-Gauting qui est un hôpital spécialisé en maladies du poumon.